# 安热莉卡·安德烈
安热莉卡·安德烈（葡萄牙語：Angélica André，1994年10月13日—），葡萄牙女子游泳运动员，2022年欧洲游泳锦标赛女子10公里公开水域游泳铜牌得主、2024年世界游泳锦标赛女子10公里公开水域游泳铜牌得主。